# Sasja Pivovarova
Aleksandra ”Sasja” Pivovarova (rysk kyrilliska: Александра Саша Пивоварова), född 21 januari 1985 i Moskva, är en rysk supermodell.
Pivovarova arbetar hos IMG Models. Hennes längd är 174 cm och byst/midja/höft är 82/60/85 cm. Hon har bland annat fungerat som fast modell för Prada. 
Hon vill gärna bli konstnär och hennes konstverk har publicerats i Vogue.